# هنري كاسغراين

هنري إدمون كاسغراين (وُلد في 5 أغسطس عام 1846، في إسليت، كيبيك، كندا السفلى؛ وتُوفي في 30 أكتوبر 1914، مدينة كيبيك، كيبيك) هو جراح أسنان كندي، ومخترع، وعضو مجلس المدينة وأول سائق سيارات في كيبيك.
درس كاسغرين في كلية سان دي أن-دي-لا-بوكاتير من عام 1857 إلى عام 1864 وأكمل دراسته الطبية في جامعة لافال في مدينة كيبيك من عام 1866 إلى 1868. بعد لافال، درس كاسغراين طب الأسنان في كلية بنسلفانيا لطب وجراحة الأسنان في فيلادلفيا.

## الزواج وتدريب أول امرأة في كندا كطبيبة أسنان
في عام 1879، تزوج إيما غودرو كاسغرين. كان هنري يكبر إيما غادريو بأكثر من 15 عامًا.
درًب هنري زوجته لتصبح طبيبة أسنان. في عام 1898، أصبحت إيما أول امرأة في كندا تُقبل في مهنة طب الأسنان، عندما تخرجت إيما من كلية أطباء الأسنان في كيبيك وحصلت على ترخيصها. مارست إيما طب الأسنان حتى عام 1920. كان لدى كاسغرين وزوجته عيادة لممارسة طب الأسنان في شارع سان جان من عام 1898.

## الإنجازات المهنية الأخرى
ظهر نشاط هنري في كلية جراحين الأسنان في مقاطعة كيبيك، حيث أصبح كاسغراين نائبًا للرئيس عام 1904. كما ترأس مجلس مدينة كيبيك من عام 1900 إلى 1904. دُفن هنري في مقبرة نوتردام دو بلمونت، حيث كانت ترقد إيما غادرو كاسغراين في ضريح مثير للإعجاب بُني في عام 1915. وكتبت الصحف تنعيه، في باسيلا كيبيك، مضيفةً أنه كان أول سائق سيارات كيبيك.

## الاختراعات
قدمت مجلة سينتيفيك أمريكان اختراعه في طب الأسنان في 30 مارس، 1895: وهو جهاز صغير يسمح بدمج الألومنيوم مع المعادن الأخرى. حصل هذا الجهاز على براءة اختراع باسم كاسغرين، وبدأ استخدامه في عام 1892. كما باع طريقة لصنع أطقم الأسنان إلى شركة بوفالو لصناعات الأسنان. في عام 1896، حصل كاسغرين على براءة اختراع مصباح غاز الأسيتيلين. كما حصل على براءة اختراع آلة لصنع السجائر.